# 東邦大學
東邦大學（日语：／ Toho daigaku *），是一所位於日本東京都大田區的醫學類私立大學。1950年創校，簡稱東邦、東邦大。

## 历史
東邦大學是一所專攻生命科學、自然科學的小型綜合大學，女學生的比例極高，習志野校區有4分之3的學生都是女性。其原因是該校設有醫院、診所，推行完整的醫學、護理教育。2006年該校推出自主品牌（東邦品牌推廣計畫）強化推廣這些優勢。
1925年，日本醫學家額田豐、額田晉在東京大田創立「帝國女子醫學專門學校」與「帝國女子醫學專門學校附屬醫院」，成為東邦大學的起源。

## 校區
大學擁有2大校區：
- 大森校區（東京都大田区大森西）
- 習志野校區（千葉縣船橋市三山）

## 知名教授
- 近藤淳 - 諾貝爾物理學獎候選人

## 知名校友
- 木村好珠（日语：木村好珠） - 準日本小姐
- 上野正彥（日语：上野正彦） - 日本法醫學家
- 祁志英 - 臺灣天主教曉明女子高級中學創辦人、慈善家、醫師
- 趙宗冠 - 臺灣資深油畫與膠彩畫家、知名婦產科醫師與不孕症權威
- 李茂盛 - 中華民國總統府資政、知名婦產科醫師與不孕症權威

## 相关條目
- 日本大学列表
- 日本私立大学列表

## 外部連結
- 東邦大学 （页面存档备份，存于）（日語）